# Mario Zanabria
Mario Zanabria (Santa Fe, 1º ottobre 1948) è un allenatore di calcio ed ex calciatore argentino, di ruolo centrocampista.

## Carriera

### Club
Ha giocato nella prima divisione argentina con vari club.

### Nazionale
Nel 1975 ha giocato 5 partite con la nazionale argentina prendendo parte alla Copa América 1975.

## Palmarès

### Giocatore

#### Competizioni nazionali
- Campionato argentino: 3

Newell's Old Boys: Metropolitano 1974
Boca Juniors: Metropolitano 1976, Nacional 1976
- Copa San Martín de Tours: 1

Boca Juniors: 1976

#### Competizioni internazionali
- Coppa Libertadores: 2

Boca Juniors: 1977, 1978
- Coppa Intercontinentale: 1

Boca Juniors: 1977